# The Lamb (film 1918)
The Lamb è un cortometraggio muto del 1918 diretto da Gilbert Pratt insieme a Harold Lloyd che ne è anche interprete.

## Produzione
Il film fu prodotto da Hal Roach per la Rolin Films. Venne girato dal 22 ottobre al 3 novembre 1917.

## Distribuzione
Distribuito dalla Pathé Exchange, il film - un cortometraggio in una bobina - uscì nelle sale cinematografiche degli Stati Uniti il 3 febbraio 1918. Una riedizione della pellicola uscì in seguito negli Stati Uniti il 5 febbraio 1922. La Pathé Consortium Cinéma ne curò la distribuzione in Francia il 3 agosto 1923 con il titolo Lui au club mystérieux.
La pellicola viene considerata presumibilmente perduta.